# Trgovska letalonosilka
Trgovska letalonosilka (angleško merchant aircraft carrier - MAC) je bila serija trgovskih ladij, ki so jih Britanci med 2. svetovno vojno predelali v letalonosilke. Namenjene so bile za zaščito konvojev med bitko za Atlantik. V bitko so posegle potem, ko je le ta bila že odločena v zavezniško korist in nikoli ni nobeno letalo iz njih potopilo niti ene nemške podmornice. Uporabljali so jih tudi za transport letal iz ZDA na evropsko bojišče.

## Letalonosilke MAC:

### Predelane ladje za žito
Izpodriv: okrog 8000 ton, hitrost: 12 vozlov, posadka: 107, opremljena s hangarjem, oborožitev: 1 x  4 in (102 mm) QF MK IV, 2 x 40 mm Bofors, 4 x 20 mm Oerlikon topovi
- MV Empire MacAlpine
- MV Empire MacAndrew
- MV Empire MacCallum
- MV Empire MacDermott
- MV Empire MacKendrick
- MV Empire MacRae

### Predelani naftni tankerji
Izpodriv: okrog 9000 ton, hitrost: 11 vozlov, posadka: 122, brez hangarja, oborožitev: 1 x  4 in (102 mm) QF MK IV, 8 x 20 mm Oerlikon topovi
- MV Empire MacCabe
- MV Empire MacColl
- MV Empire MacKay
- MV Empire MacMahon

### Naftni tankerji 'Triple Twelve'
Izpodriv: okrog 16000 ton, hitrost: 12 vozlov, posadka: 1118, brez hangarja, oborožitev: 1 x  4 in (102 mm) QF MK IV, 2 x 40 mm Bofors, 6 x 20 mm topovi Oerlikon
- MV Acavus
- MV Adula
- MV Alexia
- MV Amastra
- MV Ancylus
- MV Gadila
- MV Macoma
- MV Miralda
- MV Rapana